# American Anthropological Association

Logo dell'American Anthropological Association

L'American Anthropological Association (AAA) è un'associazione professionale d'intellettuali e di professionisti dell'antropologia. Contando più di undicimila membri, è la più grande associazione che opera in questo campo.
Fondata nel 1902, la sede sociale è situata ad Arlington, in Virginia, (USA).
L'AAA comprende al suo interno, esperti di archeologia, antropologia, antropologia culturale, antropologia medica, linguistica e di antropologia applicata, provenienti da università, centri di ricerca, agenzie governative,  musei, aziende e ONG, distribuite in tutto il mondo.
L'AAA supervisiona ed organizza il più grande congresso mondiale annuale di antropologia e pubblica più di 20 riviste accademiche i cui articoli vengono scritti in regime di Revisione paritaria (peer review).